# 각순황귀비
각순황귀비 타타랍씨(恪順皇貴妃 他他拉氏, 1876년 2월 27일 ~ 1900년 8월 15일)는 중국 청나라 제11대 군주 광서제의 측실(側室)이며, 만주 양홍기(鑲紅旗) 출신이다.

## 생애
그녀는 13세 시절이던 1889년 광서제의 후궁으로 간택되었는데 광서제와의 사이에서 자녀는 없었으며 11년 후 1900년 시이모뻘이 되는 서태후가 내려준 감탕약(甘湯藥)을 마시고 갑작스레 병에 걸려 향년 24세로 훙서(薨逝)하였으니 훙(薨)한 그 해에 서태후가 내린 하명으로 인하여 비(妃)에서 각순황귀비(恪順皇貴妃)로 추서되었다.

## 같이 보기
- 단강황귀비
- 수장고륜공주
- 영수고륜공주
- 재의
- 부준
- 완귀비 색작락씨